# Spåningsrås naturreservat
Spåningsrås naturreservat är ett naturreservat i Älmhults kommun i Kronobergs län.

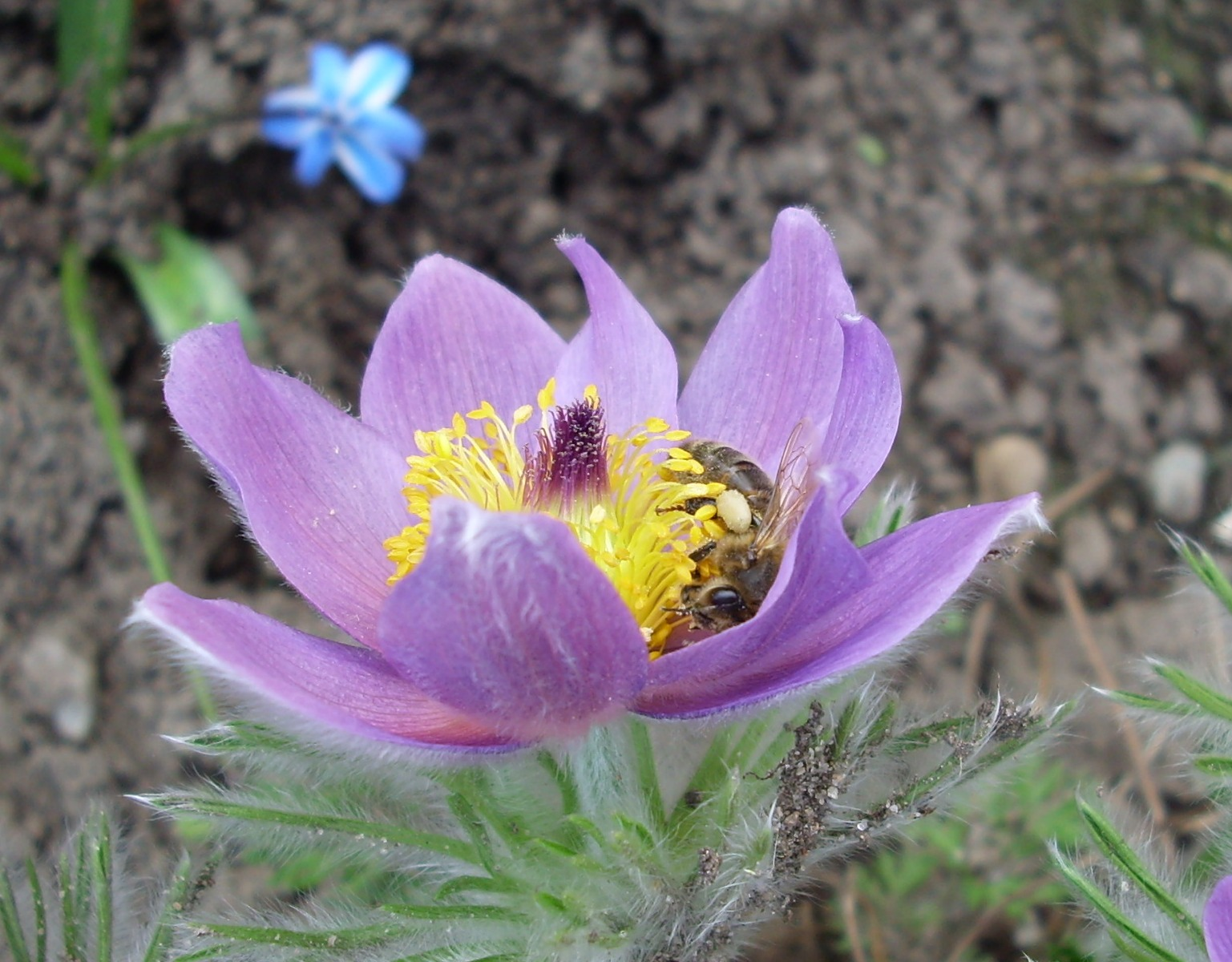
Ett bi i en backsippa.

Reservatet är skyddat sedan 2024 och omfattar drygt 30 hektar. Det är beläget väster om Pjätteryd och norr om den igenväxta Stockhultasjön. Reservatet består av ängs- och betesmarker till gården Spåningsrås med, bland andra växter, backsippa.